# أوستين روبنز
أوستين روبنز (بالإنجليزية: Austin Robbins)‏ هو لاعب كرة قدم أمريكية أمريكي، ولد في 1 مارس 1971 في واشنطن العاصمة في الولايات المتحدة.

## وصلات خارجية
- أوستين روبنز على موقع مرجع كرة القدم المحترفة.كوم (الإنجليزية)